# Bản Cầm
Bản Cầm là một xã thuộc huyện Bảo Thắng, tỉnh Lào Cai, Việt Nam.
Xã Bản Cầm có diện tích 42,14 km², dân số năm 1999 là 3118 người, mật độ dân số đạt 74 người/km². Bản Cầm là nơi sinh sống của một số dân tộc như Kinh, Giáy, Nùng, Dao, H'mong...